# Утилитаризм

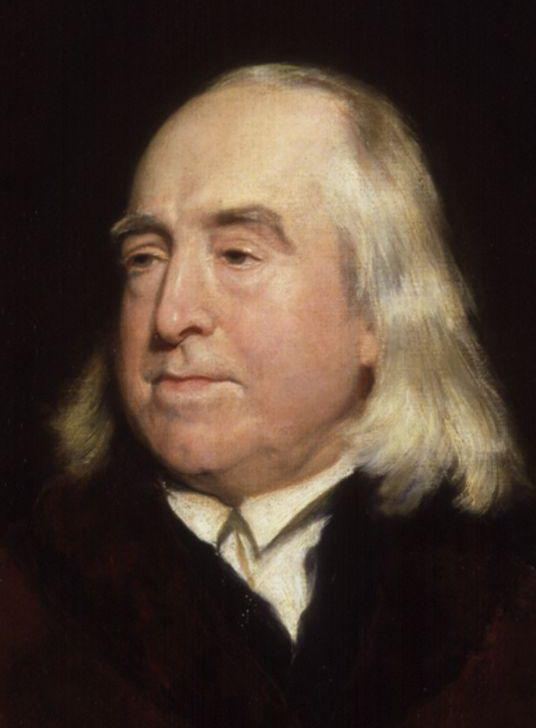
Иеремия Бентам

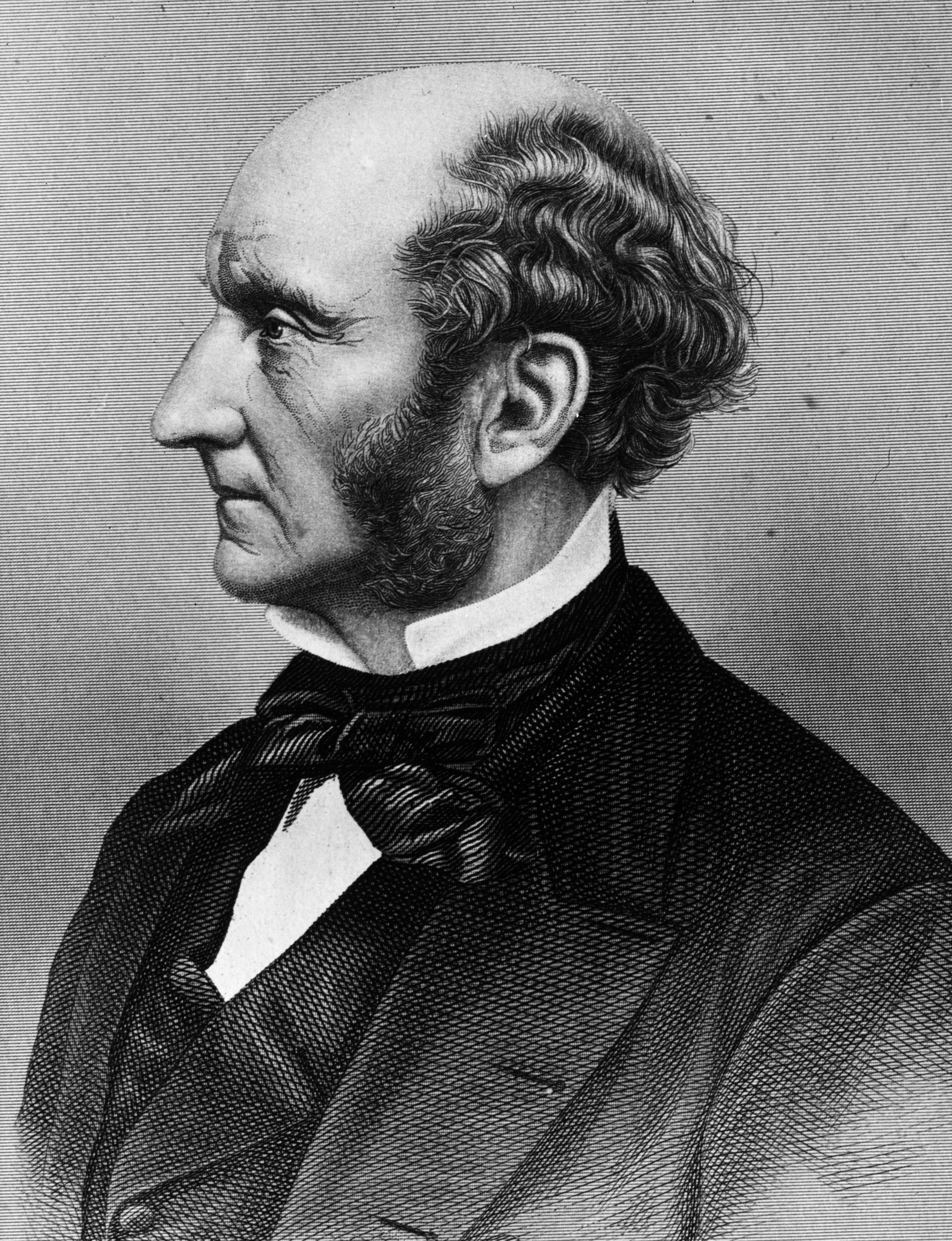
Джон Стюарт Милль

Утилитари́зм (от лат. utilitas «польза, выгода, благо») — направление в этике (этическая теория), согласно которому моральная ценность поведения или поступка определяется его полезностью. Под полезностью поступка подразумевается интегральное удовольствие или счастье, полученное всеми затрагиваемыми сторонами за время действия последствий поступка. Утилитаризм относится к консеквенциальной группе этических теорий, так как судит поступок не сам по себе, а по его результатам.
В основе утилитаризма лежат гедонизм или эвдемонизм — ценностные (аксиологические) учения, согласно которым высшей ценностью является удовольствие или счастье. Строгие определения удовольствия и счастья на данный момент остаются проблемой. Проблемным остаётся и вопрос, являются ли эти понятия тождественными. Современные западные утилитаристы[кто?], как правило, отождествляют их. Мораль утилитаризма в известной мере проникнута эгоцентризмом.

## Различие между гедонизмом, эвдемонизмом и утилитаризмом
Гедонизм и эвдемонизм являются ценностными (аксиологическими) и психологическими учениями, делающими утверждения относительного того, что является ценным и к чему стремятся существа. Обе доктрины оценивают только психологическое состояние человека или иного существа (насколько оно удовлетворено или счастливо) и не высказывают моральных суждений о взаимных поступках людей. Гедонизм и эвдемонизм сами по себе не являются моральными системами. Гедонист может быть как эгоистом (заботящимся только о собственном удовольствии), так и альтруистом (заботящимся об удовольствии всех существ). В отличие от них, утилитаризм является полноценной моральной системой.
Различают этический (более строго — аксиологический) и психологический гедонизм и эвдемонизм. Этический гедонизм/эвдемонизм есть предписательное учение: о том, к чему следует стремиться каждому существу. Психологический гедонизм/эвдемонизм есть описательное учение: о том, к чему они на практике стремятся. Различие между этими доктринами укладывается в принцип Юма.
Утилитаризм является моральным учением на базе гедонизма/эвдемонизма и консеквенциализма. В отличие от гедонизма/эвдемонизма, он всегда является только предписательным, а не описательным, учением. Утилитаризм утверждает, что каждый человек должен стремиться поступать так, чтобы максимизировать удовольствие/счастье всех существ, которые способны его испытывать. Любой утилитарист является гедонистом или эвдемонистом, но обратное неверно.

## Утилитаризм как консеквенциализм. Его отличие от других моральных систем
Будучи направлением консеквенциализма, утилитаризм оценивает нравственность любого поступка исключительно по его последствиям, то есть по тому, приносит он кому-либо удовольствие или страдание. Цель оправдывает средства, и никакие средства нельзя оценивать как безнравственные, если они приводят к нравственной цели. Утилитаризм не делит людей в целом на нравственных и безнравственных, он лишь отмечает, что некоторые их действия могут приводить к нравственным или безнравственным последствиям.
В этом вопросе утилитаризм противостоит деонтологической этике и этике добродетелей, которые оценивают, соответственно, поступки сами по себе и этических агентов самих по себе. Деонтологическая этика может объявить поступок нравственным или безнравственным сам по себе и провозглашает принцип «делай как должно, и будь что будет». Этика добродетелей вовсе оценивает нравственность самих личностей, по сути, разделяя всех на «плохих» и «хороших». Утилитаризм радикально выделяется на фоне этих учений, так как в первую очередь оценивает не «плох» или «хорош» человек, а «плохо» ему или «хорошо».
В силу этих причин утилитаристы скептически относятся к таким привычным понятиям как долг, достоинство, воздаяние и др. С точки зрения утилитаризма, любой человек, даже самый аморальный, заслуживает счастья. Ни один человек, даже причинивший другим людям много страданий, не заслуживает наказания просто за сам этот факт. Он может преследоваться лишь в той мере, в которой это нужно для предотвращения дальнейших антиобщественных поступков (и только если страдание других существ перевешивает удовольствие, полученное злодеем).

## История

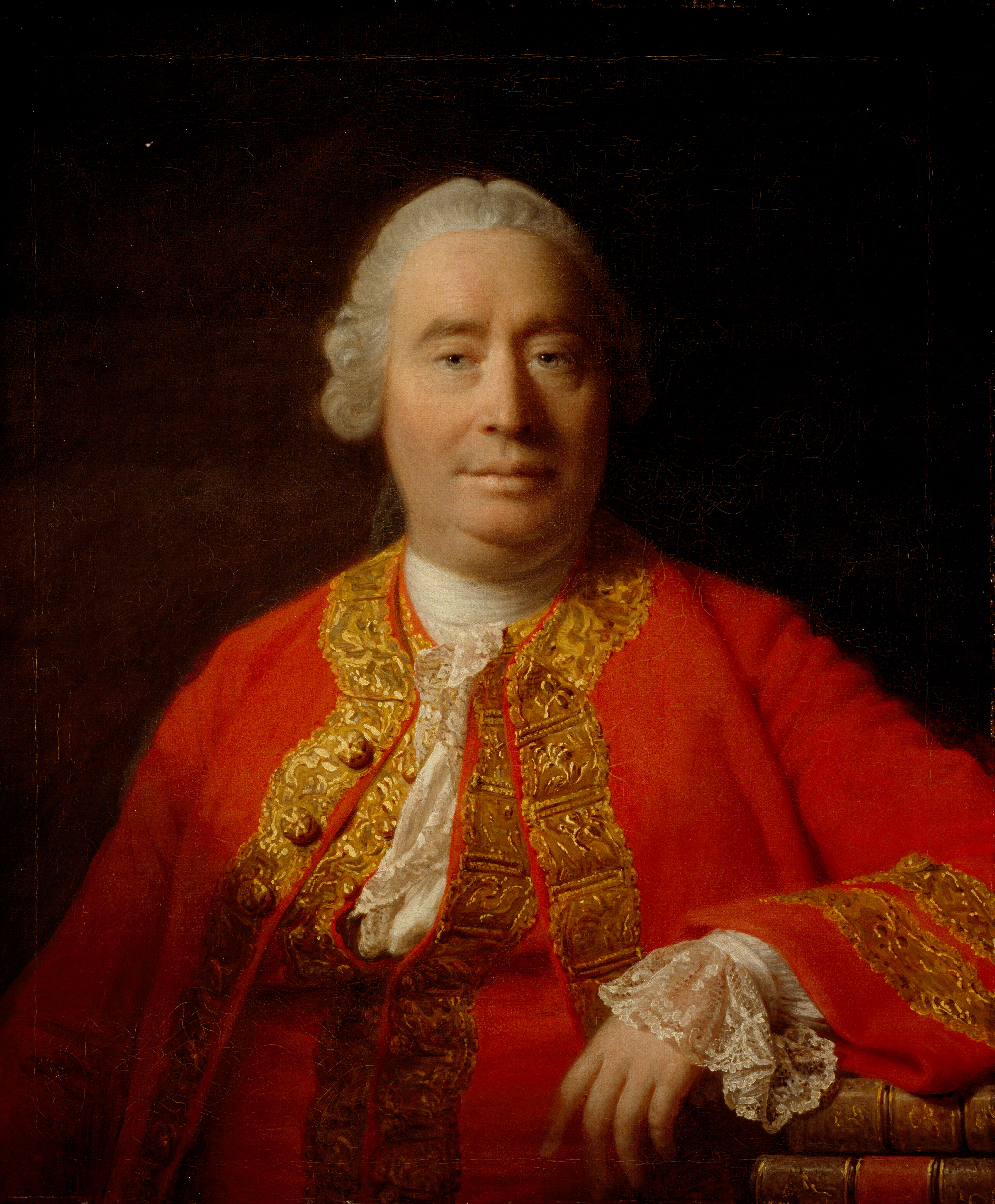
Портрет Дэвида Юма, 1766, Шотландия

### Классический период: XVIII—XIX века
Хотя гедонистические и эвдемонические идеи неоднократно высказывались античными философами (первым из них был Аристипп, наиболее известным — Эпикур), а также философом Нового времени Дэвидом Юмом, своё первое систематическое оформление именно как моральная система утилитаризм получил в трудах Иеремии Бентама. Согласно классической формулировке Бентама, морально то, что «приносит наибольшее счастье наибольшему количеству людей».
Бентам признавал как аксиологический, так и психологический, гедонизм. Он считал, что, в конечном счёте, каждый человек стремится к максимизации личного, а не общего удовольствия. Чтобы утилитаризм восторжествовал на общественном уровне, он, по мнению Бентама, должен поддерживаться государством. Одним из важнейших начинаний по перестройке государства по утилитаристическим принципам, по его мнению, должна была стать реформа уголовного права. Бентам был уверен, что современная ему карательная система исторически основана на идее возмездия и крайне жестока по утилитаристическим меркам. Именно под влиянием идей Бентама в начале XIX века в Англии был отменён ряд архаичных жестоких законов, предусматривающих, например, смертную казнь за небольшие кражи.
Дальнейшее неоднозначное развитие утилитаризм получил у Дж. С. Милля в работе «Утилитаризм» (англ. Utilitarianism, 1861). В отличие от Бентама, Милль ввёл деление удовольствий на низкие и высокие, а потому отошёл от главного принципа бентамовского утилитаризма — количественной сравнимости всех благ. По этой причине, многие современные авторы считают Милля, скорее, популяризатором, нежели серьёзным продолжателем теории.

### Утилитаризм, экономика и политика в XX веке
На рубеже XIX и XX веков утилитаризм и его аксиологические основания получили развитие в работах участников Австрийской экономической школы и других экономистов-маржиналистов: Карла Менгера и Людвига фон Мизеса и т. д. Они постулировали психологический гедонизм: любой гражданин в своём экономическом поведении стремится к максимизации удовольствия, и именно исходя из этого принимает решения о покупке товара или вступлении в иные товарно-денежные отношения. Австрийская школа совершила революцию в мировой экономической мысли, некоторые её участники (в частности, Хайек) получили Нобелевские премии. И хотя по сей день психологический гедонизм не считается научно доказанным, указанные авторы показали, что он в принципе может использоваться как научная гипотеза с конкретными верифицируемыми и фальсифицируемыми предсказаниями.
Труды участников Австрийской экономической школы оказали значительное влияние на политическую мысль XX века. Наиболее известен здесь труд Людвига фон Мизеса «Всемогущее правительство: Тотальное государство и тотальная война.», где он описывает крах идеи построения общества всеобщего счастья в крупных идеологизированных государствах. С его точки зрения, несмотря на лозунги о «счастье народов» и реальные шаги по повышению благосостояния масс, правительства многих (если не всех) крупных государств в XX веке, в конечном счёте, принесли народам больше страданий, чем счастья. Лучшими иллюстрациями тому являются две мировые войны и репрессивные тоталитарные режимы в значительной части стран мира.
Значительное влияние на политику ряда стран в конце XX века оказали труды норвежского криминолога Нильса Кристи, который, продолжая традицию Бентама, критиковал с утилитарных позиций существующую карательную систему западных стран. Также, как и Бентам, он пришёл к выводу, что даже спустя 200 лет, карательная политика большинства государств остаётся запредельно жестокой и неэффективной для улучшения жизни людей. Наиболее яркими примерами тому он считал войну с наркотиками и рост числа заключённых во второй половине XX века. Известны такие его слова как «Я видел много преступников, но я не видел монстров» и «Запад строит свой Гулаг»
Как и Бентам, Кристи смог добиться некоторых реформ в карательной политике своего региона. На данный момент все страны Скандинавии отличаются весьма небольшим количеством заключённых и, при этом, низким уровнем преступности.

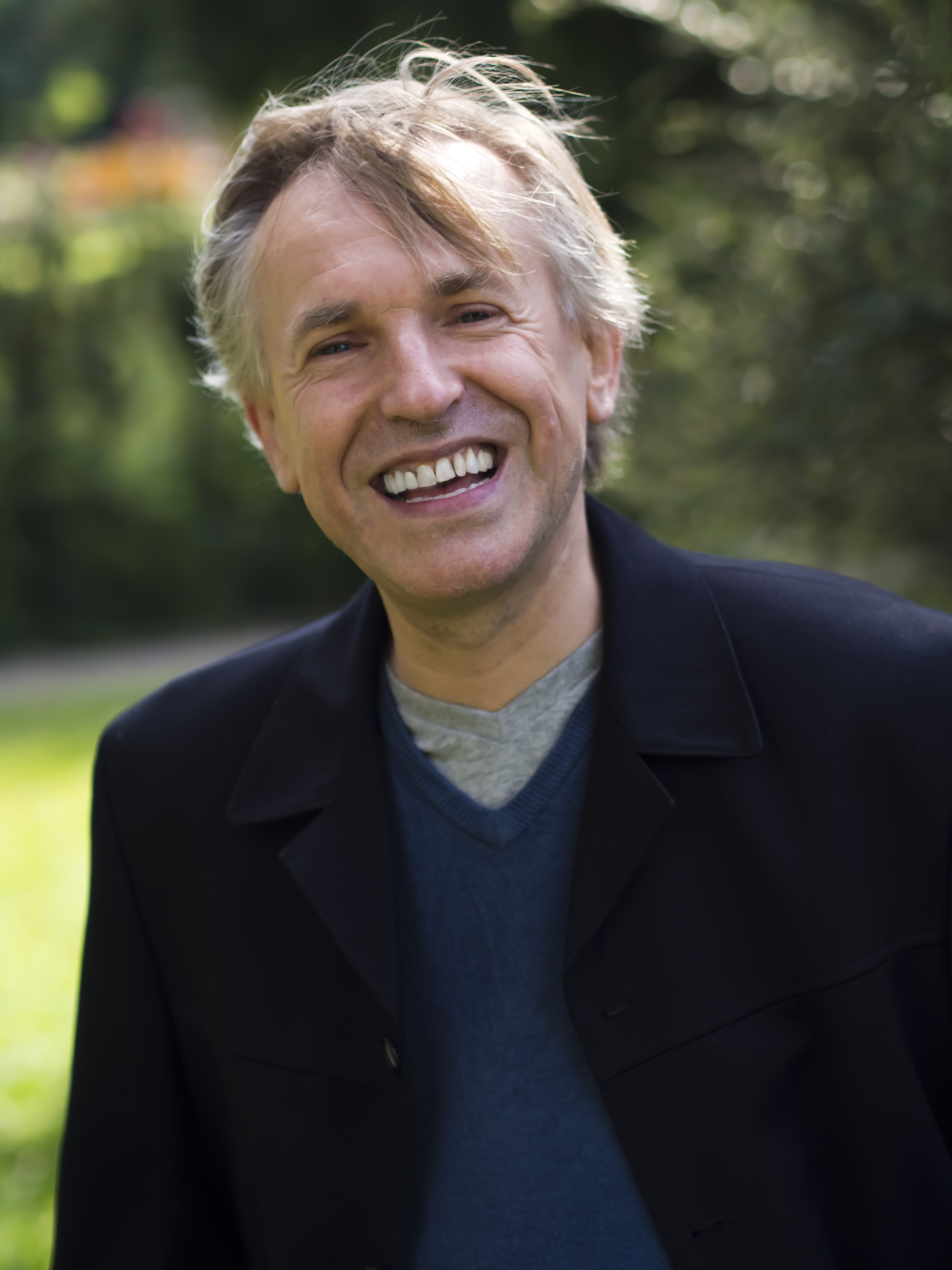
Дэвид Пирс (David Pearce) — британский философ-утилитарист

### Утилитаризм как ориентир в биоэтике и трансгуманизме XXI века
В начале XXI века утилитаризм получил популярность среди ряда философов-трансгуманистов. Наиболее известен из них британец Дэвид Пирс, автор книги «Гедонистический императив». В этой книге гедонизм рассматривается как основополагающая нравственная ценность для всей биосферы. По мнению гедонистических трансгуманистов, построение общества всеобщего счастья возможно через искусственное изменение нашей психики. Сегодня для этого могут использоваться психотропные препараты, а в будущем возможна радикальная перестройка мозга.
По мнению российского трансгуманиста Виктора Аргонова, ключевой вехой на этом пути должно стать открытие нейрокоррелята удовольствия — физиологического параметра, который однозначно определяет уровень удовольствия (или страдания), испытываемого существом. Когда нейрокоррелят удовольствия будет открыт, наука сможет объективно измерять уровень удовольствия любого существа и произвольно регулировать его. После этого станут возможны технологии универсального искусственного программирования потребностей: человек научится сам решать, от каких факторов получать удовольствие, а от каких — нет. Он уже не будет «рабом» природных инстинктов, а будет сам программировать собственные мотивации. Например, сможет научиться получать удовольствие от любых действий, которые полезны для выживания (например, трудовой деятельности) и уничтожить страдания, неспособные мотивировать его на полезные дела (например, страх при полёте в самолёте, когда от пассажира безопасность полёта не зависит). В целом, по мнению Аргонова, это позволит человеку будущего стать гораздо счастливее, не потеряв мотивации к самосохранению.
Дэвид Пирс более радикален и утверждает, что страдания могут быть не только сокращены и поставлены под разумный контроль, но и вовсе уничтожены. По его мнению, для выживания и дальнейшего развития человеку будущего будет достаточно перепадов между слабыми и сильными (но неизменно положительными) уровнями удовольствия. Если человек, например, перестанет испытывать страх (неприятную эмоцию) в опасной ситуации, но не будет получать в ней и удовольствия, зато будет получать удовольствие при избавлении от опасности, то этого будет достаточно для разумного поведения.
Дэвид Пирс вместе с основанным им «Аболиционистским обществом» (The Abolitionist Society) выступает за увеличение счастья не только людей, но и всех животных (более строго — всех чувствующих существ). Он считает себя веганом и выступает, в частности, за перепрограммирование психики всех хищных животных, чтобы уничтожить сам феномен хищничества.
Гедонистические трансгуманисты анализируют в будущем не только оптимистические, но и катастрофические сценарии. В частности, Дэвид Пирс выдвинул идею утилитрониума — гипотетического сверхсчастливого сверхорганизма, которому для максимизации счастья требуется увеличение собственной массы тела. Если такое существо возникнет на Земле, и его среднее удовольствие будет непропорционально превосходить удовольствие прочих существ, то для него будет морально оправданным уничтожить всё живое на Земле, забрав себе ресурсы. В результате, суммарное удовольствие жителей Земли повысится, хотя и большинство их будут уничтожены. Возможен ли такой сценарий на практике — зависит от природы нейрокоррелята удовольствия, которая пока не раскрыта. Если удовольствие ограничено по величине, и максимум может быть достигнут с использованием конечных ресурсов, то в будущем возможно мирное существование множества сверхсчастливых организмов. Если же удовольствие может неограниченно увеличиваться по мере использования новых ресурсов (например, увеличения массы тела), то не исключена неограниченная война постлюдей за ресурсы и поглощение одних другими.